# Gaia Germani
Pour les articles homonymes, voir Germani.
Gaia Germani, née Giovanna Giardina le 30 août 1934 à Rome dans la région du Latium en Italie et morte 20 février 2019 dans la même ville, est une actrice italienne. 
Active du début des années 1960 au milieu des années 1970 comme actrice, elle a principalement joué dans des films d'actions français et italiens de l'époque, comme À toi de faire... mignonne de Bernard Borderie, Bang-Bang de Serge Piollet, L'Honorable Stanislas, agent secret de Jean-Charles Dudrumet ou L'Œil du Monocle de Georges Lautner.

## Biographie
Elle débute comme actrice au cinéma en 1961 en incarnant le personnage de la mythologie grecque Médée dans le film d'action Hercule contre les vampires de Mario Bava. 
Dans les années 1960, elle joue dans de nombreux films italiens et français. Elle joue notamment pour Georges Lautner dans les comédies policières En plein cirage et L'Œil du Monocle, donne la réplique à Sheila, Brett Halsey et Jean Yanne dans la comédie Bang-Bang de Serge Piollet, côtoie le personnage de fumetti neri Mister-X (it) dans le film d'action Mister X de Piero Vivarelli, joue le rôle d'une agent des renseignements généraux dans le film d'espionnage L'Honorable Stanislas, agent secret de Jean-Charles Dudrumet et tourne aux côtés de Philippe Leroy, Christopher Lee et Donald Sutherland dans le film d'horreur Le Château des morts-vivants de Warren Kiefer et Luciano Ricci.
En 1963, dans le film d'espionnage À toi de faire... mignonne de Bernard Borderie, elle tient l'un des rôles principaux en jouant une agent du Secret Intelligence Service qui mène une enquête aux côtés de l'agent du FBI Lemmy Caution joué par Eddie Constantine.
Elle pose également pour les magazines Vogue, L'Espresso, Tempo, Panorama, Festival, Radiocorriere TV ou Playmen.
Au début des années 1970, elle obtient des rôles secondaires au cinéma et s'oriente vers la télévision ou elle obtient quelques rôles dans des séries télévisées policières italiennes, avant de mettre fin à sa carrière en 1975.

## Filmographie

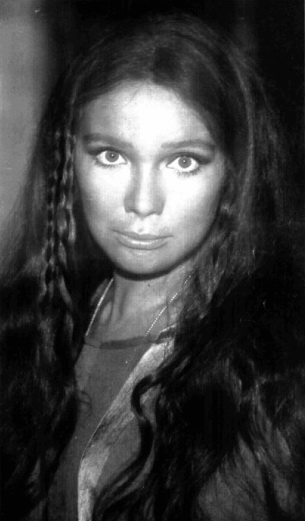
Gaia Germani photographiée par Barbara Rombi dans le Radiocorriere en juillet 1975.

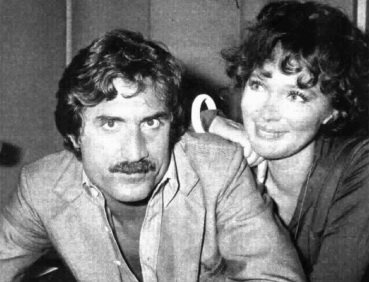
Lando Buzzanca et Gaia Germani en 1975.

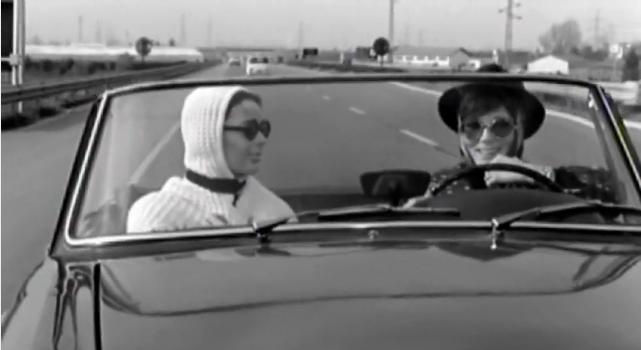
Barbara Steele et Gaia Germani dans Les Maniaques (1964).

### Au cinéma
- 1961 : Hercule contre les vampires (Ercole al centro della terra) de Mario Bava : Médée
- 1961 : En plein cirage de Georges Lautner
- 1962 : Le Triomphe de Robin des Bois (Il trionfo di Robin Hood) d'Umberto Lenzi : Isabella
- 1962 : L'Œil du Monocle de Georges Lautner : Diana
- 1963 : Défi à Gibraltar (Finché dura la tempesta) de Bruno Vailati
- 1963 : À toi de faire... mignonne de Bernard Borderie : Géraldine
- 1963 : L'Honorable Stanislas, agent secret de Jean-Charles Dudrumet : Andrea
- 1964 : Le Château des morts-vivants (Il castello dei morti vivi) de Luciano Ricci et Warren Kiefer : Laura
- 1965 : Les Maniaques (I maniaci) de Lucio Fulci : Carla
- 1965 : Les Complexés (I complessi) de Luigi Filippo D'Amico, sketch Guillaume Dents longues (Guglielmo il dentone)
- 1965 : Marcia nuziale de Marco Ferreri : Gigliola Farlazzo
- 1965 : Tonnerre sur Pékin (OSS 77 - Operazione fior di loto) de Bruno Paolinelli : Eva
- 1966 : Mission secrète pour Lemmy Logan (Agente Logan - missione Ypotron) de Giorgio Stegani : Jeanne Morrow
- 1967 : Mister X (it) de Piero Vivarelli : Timy
- 1967 : Bang-Bang de Serge Piollet : Geneviève
- 1972 : Le Diable dans la tête (Il diavolo nel cervello) de Sergio Sollima : Bianca Molteni
- 1974 : La seduzione coniugale de Franco Daniele : Mimma

### À la télévision

#### Téléfilm
- 1975 : Un uomo curioso de Dino B. Partesano

#### Séries télévisées
- 1972 : Nessuno deve sapere de Mario Landi
- 1972 : La donna di picche de Leonardo Cortese
- 1973 : Serata al gatto nero de Mario Landi
- 1975 : Diagnosi de Mario Caiano, un épisode